# Praia de Itapuã
A Praia de Itapuã é uma praia de Salvador, município capital do estado brasileiro da Bahia. Ornada por coqueiros, foi cantada por Vinicius de Moraes a partir dos versos de Dorival Caymmi. A praia faz parte da orla atlântica, na porção norte da cidade, assim é banhada diretamente pelo Oceano Atlântico, possibilitando, em alguns pontos, a prática do surfe e windsurfe.
Itapuã é um nome tupi que significa "pedra redonda", "ponta de pedra" ou "pedra que ronca". O local era anteriormente ocupado por pescadores, que caçavam baleias para a iluminação pública a partir do óleo animal. A sede da colônia ainda hoje se mantém, próximo à estátua da Sereia de Itapuã.
Em 2024, o Centro Internacional de Formación en Gestión y Certificación de Playas a classificou como a 36.ª melhor praia do mundo a partir da avaliação de 126 locais dos litorais da Argentina, Brasil, Canadá, Colômbia, Cuba, Equador, Espanha, Guatemala, México, Nova Zelândia, Peru, Porto Rico e Venezuela.